# Rock (Cornwall)

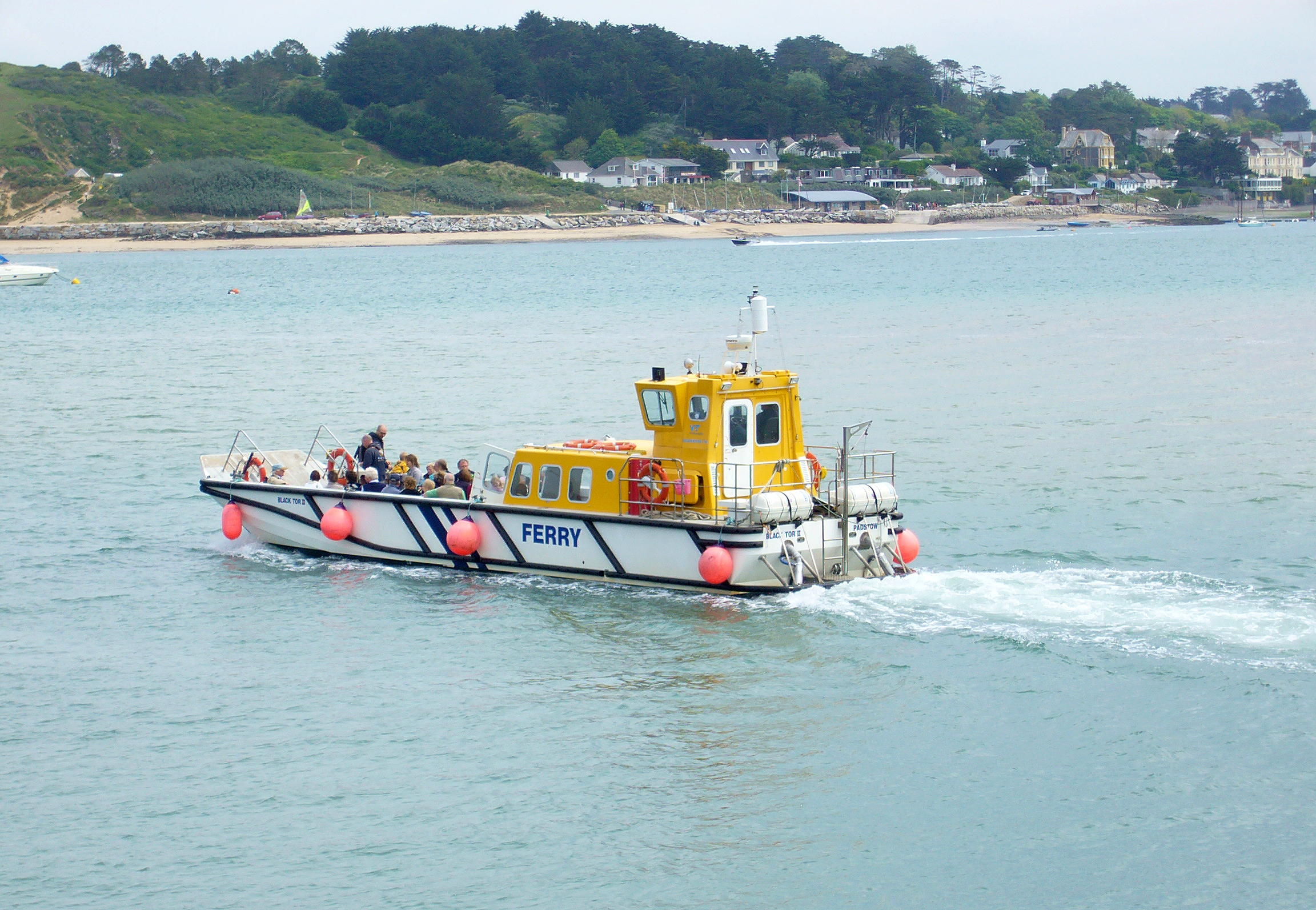
Die Fähre von Padstow, im Hintergrund Rock

Rock (kornisch Karrek) ist ein Küstendorf im Norden Cornwalls in England. Der Ort gehört zur Gemeinde (Parish) St Minver Lowlands.

## Etymologie
Der ursprüngliche Name des Ortes im 14. Jahrhundert war Blaketore, was im 18. Jahrhundert zu Black Rock und später zum heutigen Namen verkürzt wurde.

## Geographie
Rock liegt am östlichen, rechten Ufer des Ästuars des Flusses Camel. Es ist der westlichste von mehreren, im Laufe der Zeit zusammengewachsenen Orten. Dies sind Pityme, Splatt, Penmayne, Stoptide und Porthilly.

## Verkehr
Rock ist über eine Straße von St Minver aus zu erreichen. Sie endet am Anleger einer für Fußgänger und Radfahrer nutzbaren Fähre nach Padstow. Der Name des Fährschiffes, Black Tor, erinnert noch an den alten Namen des Ortes.

## Wirtschaft
Rock ist Standort der Sharp's Brewery. Der Ort ist bei Urlaubern und Wassersportlern ein beliebter Platz zum Segeln, Windsurfen und Wasserskifahren. Da Rock auch Ziel vieler Wohlhabender und Prominenter ist, wird es als  „Britanniens Saint-Tropez“ oder das „Kensington von Cornwall“ bezeichnet.